# Моиньюш-да-Гандара
Моиньюш-да-Гандара (порт. Moinhos da Gândara)  —  район (фрегезия) в Португалии,  входит в округ Коимбра. Является составной частью муниципалитета  Фигейра-да-Фош. Находится в составе крупной городской агломерации Большая Коимбра. По старому административному делению входил в провинцию Бейра-Литорал. Входит в экономико-статистический  субрегион Байшу-Мондегу, который входит в Центральный регион. Население составляет 1620 человек на 2006 год. Занимает площадь 18 км².
Покровителем района считается Дева Мария (порт. Nossa Senhora da Saúde). 